# レント (映画)
『RENT/レント』(Rent) は、2005年にアメリカ合衆国で製作されたミュージカル・ドラマ映画。クリス・コロンバスが監督を務めた。ジャコモ・プッチーニのオペラ『ラ・ボエーム』を原作としたブロードウェイ・ミュージカル『レント』の映画化である。複数のボヘミアンの命、性、薬物、レント(家賃)の支払いへの悩み、そしてエイズの陰で生きる人生について描いている。1989年から1990年、ニューヨーク、マンハッタンのイースト・ヴィレッジを舞台にしている。オリジナル・ブロードウェイ・キャストのうち6名が同じ役で出演している。

## あらすじ
1989年のクリスマス・イヴ、映画監督を目指すマーク・コウエンとルームメイトのロジャー・デイヴィスは旧友で大家のベニー・コフィン3世からこれまで見逃していた家賃を支払うよう要求される("Rent")。元ルームメイトのトム・コリンズが現れるが強盗に遭う。ベニーはマークとロジャーに、近隣からホームレスを立ち退かせてサイバー・スタジオを建てるつもりだと語る("You'll See")。ベニーはマークの元彼女モーリーンに抗議活動をやめさせれば家賃を無料にすると語るがマークとロジャーはこれを拒否する。
ストリート・ドラマーのエンジェルは怪我をしたコリンズを見つけ、お互いがエイズであることを知るとより親密になる。HIV陽性で元薬物中毒者のロジャーは自分の最後の大作の作曲を試みている("One Song Glory")。階下に住むストリッパーでヘロイン中毒者のミミがロジャーのもとを訪れる("Light My Candle")。
クリスマス当日、コリンズとドラァグクイーンの恰好をしたエンジェルがプレゼントを持ってマークとロジャーのもとを訪れる("Today 4 U")。コリンズとエンジェルはマークとロジャーをエイズ支援団体ライフ・サポートへの参加を勧める。ロジャーは断るが、マークはモーリーンの音響の修理が終わったら行くと告げる。マークはモーリーンの新しい彼女であるジョアンヌと出くわし、2人はモーリーンの浮気癖について意気投合する("Tango: Maureen")。マークはライフ・サポートに参加し("Life Support")、HIV/エイズと戦う人々についてのドキュメンタリーを撮影する。
ミミはロジャーのもとを訪れる("Out Tonight")。元彼女をHIV/エイズで亡くしたロジャーは、薬物を手にするミミを非難して追い出す("Another Day")。翌日、ロジャーはマーク、コリンズ、エンジェルと共にライフ・サポートに参加する("Will I?")。その帰り道、サンタフェへ思いを馳せる("Santa Fe")。ロジャーとマークはモーリーンの抗議活動の準備の手伝いに行き、エンジェルとコリンズは互いの想いを確かめ合う("I'll Cover You")。モーリーンは、結婚してホームレスを締め出すように変わっていったベニーを非難する歌を歌う("Over the Moon")。ベニーは参加者の安全を守るために警察を呼んでいたが、エスカレートして暴動が起きる。その後モーリーンは仲間たちと共にライフ・カフェに移動し、マークが撮影した抗議活動の様子を地元のニュース番組が買い取ったお祝いをする("La Vie Boheme")。ロジャーとミミは互いにHIV陽性であることを明かし、恋に落ちる("I Should Tell You")。キスを交わし、友人たちとお祝いを続ける("La Vie Boheme B")。
1990年の元日、ベニーはアパートに南京錠をかけるが、エンジェルがゴミ箱で殴りつけて壊す。マークとロジャーの部屋の物は全てベニーに撤去されている。マークは抗議活動の録画を売却したニュース番組のバズラインで仕事を得る。モーリーンはケンカの後ジョアンヌにプロポーズするが、婚約パーティでモーリーンが他の女性と仲良くしていたことから別れることになる("Take Me or Leave Me")。元彼女のミミに説得されたベニーはマークらにアパートの部屋を返す。ミミを信用できなくなったロジャーは別れを告げる("Without You")。エンジェルの体調が悪化し、コリンズの腕の中で亡くなる。エンジェルの葬式でそれぞれが口論となり別々の道を歩む("I'll Cover You-Reprise/Goodbye Love")。
ロジャーは自身のギターを売却して車を購入し、サンタフェに移住する。しかしミミが忘れられず戻ってくる。マークはバズラインを辞め、自分が希望する映画を撮ることにする("What You Own")。クリスマス・イヴ、マークとロジャーはコリンズと再会し、コリンズは見知らぬ人の口座の暗証番号が「ANGEL」だったと明かす。ジョアンヌとモーリーンが失踪していたミミを路上で瀕死の状態で見つける。ミミとロジャーは仲直りをし、ロジャーはこの1年かけて作曲した曲を歌う("Finale A/Your Eyes")。ミミは死の境をさまようが、急に息を吹き返す。ミミは光に向かって歩いていたが、エンジェルから戻るように諭されたと語る。マークのドキュメンタリーが初公開され、一同は「今日という日は二度と来ない」(No Day but Today)と実感する("Finale B")。

## キャスト
※括弧内は日本語吹替（Netflixにて配信）
- マーク・コウエン - アンソニー・ラップ（内匠靖明）: ユダヤ人映画監督。ロジャーのルームメイト。交際していたモーリーンがジョアンヌに心変わりして捨てられる。
- ロジャー・デイヴィス - アダム・パスカル（前田一世）: HIV陽性、元薬物依存症のロック・ミュージシャン。ミミの恋の相手。
- ミミ・マーケス - ロザリオ・ドーソン（武田華）: HIV陽性、ヘロイン中毒のストリッパー。ロジャーの恋の相手。
- トム・コリンズ - ジェシー・L・マーティン（田中美央）: エイズにかかっており、アナキズムでバイセクシャルの哲学教授。モーリーン、ロジャー、マーク、ベニーの元ルームメイト。エンジェルの恋の相手。
- エンジェル・ダモット・シュナード - ウィルソン・ジャメイン・ヘレディア（村瀬歩）: ドラァグクイーン、ストリート・ミュージシャン。エイズに苦しんでいる。コリンズの恋の相手。
- モーリーン・ジョンソン - イディナ・メンゼル（大室佳奈）: バイセクシャルのパフォーマンス・アーティスト。マークの元彼女で、ジョアンの彼女。
- ジョアンヌ・ジェファーソン - トレイシー・トムズ（横山友香）: レズビアンでハーバード大学卒の弁護士。モーリーンの恋の相手。
- ベニー・コフィン3世 - テイ・ディグス（津田健次郎）: マークとロジャーの住む建物の大家。コリンズ、ロジャー、モーリーン、マークの元ルームメイト。

## 製作
- スーパー35mmフィルムで撮影されている。
- いくつかの外観は実際にニューヨークで撮影された。
- ライフ・カフェのシーンはカリフォルニア州アラメダの倉庫で撮影された。
- イースト・ヴィレッジはワーナーブラザーズの屋外撮影所で撮影された。
- 内装および他の外観はサンフランシスコで撮影された。
- 追加の外観はサンディエゴで撮影された。
- 『Take Me or Leave Me 』はカリフォルニア州ウッドサイドにある著名なフィオリ・ハウスの中、オークランド、ニューメキシコ州サンタフェで撮影された。

## 批評
Rotten Tomatoesによると、170評価中46%のスコアで、平均10点中5.8点である。批判の大半は「舞台版のファンは評価が甘いが、演出が弱く舞台以上のものにはなっておらず、ボヘミアン「風」なだけであって映画に適さない」という趣旨のものである。
Metacriticでは35評価で100点中53点であり、賛否両論あるいは平均点という評価である。

## エンディングについて
DVDには別のエンディングも含まれている。劇場版のエンディング『Finale B』にベニーはいなかったが、別のエンディングにはベニーを含みエンジェル以外の全てのメイン・キャラクターが登場し、オープニングと同様直立で『Finale B』を歌う。エンジェルの位置は本人がおらずスポットライトが当たるのみである。曲の途中でエンジェルが袖から登場し、ライトの位置まで歩いて行くのだが、途中でコリンズの手を握る。舞台版と同じ演出ではあるが、エンジェルの再登場に際して映画の観客を混乱させないためにカットされた。コロンバス監督は「観客にエンジェルは生きていて全て丸く収まったと誤解させたくなかった」と語った。

## 舞台版との違い
- 『Goodbye Love』は全て撮影されたが、DVD特典映像によるとコロンバス監督はあまり感情的になりすぎるため2番はカットした。
- 映画ではロジャーの亡くなった元彼女エイプリルは多くの意味を残している。医者の報告書によりエイプリルがHIV陽性であることがわかる。観客はエイプリルが病死したと推察できるがそれ以上は触れられていない。舞台版ではマークが、エイプリルはバスルームで手首を切って自殺し、遺書にはロジャーがHIV陽性となったことが記されていたと語る。DVD特典映像によるとコロンバス監督はエイプリルが手首を切ってバスタブに横たわる映像も撮影したが、過剰であると判断してカットした。

## サウンドトラック
『Rent: Original Motion Picture Soundtrack』 は、28曲入り2枚組のサウンドトラック・アルバムで、当初は主要8名それぞれが表紙になっていた。

### 収録曲
ディスク1
1. "Seasons of Love" - ジョアンヌ, コリンズ, ミミ, ロジャー, モーリーン, マーク, エンジェル & ベニー
2. "Rent" - マーク, ロジャー, コリンズ, ミミ, エンジェル & 住民たち
3. "You'll See" - ロジャー, マーク & ベニー
4. "One Song Glory" - ロジャー
5. "Light My Candle" - ロジャー & ミミ
6. "Today 4 U" - エンジェル & コリンズ
7. "Tango: Maureen" - ジョアンヌ & マーク
8. "Life Support" - ロジャー, エンジェル, コリンズ, ゴードン, スティーヴ, ポール, アリ, パム & スー
9. "Out Tonight" - ミミ
10. "Another Day" - ロジャー, ミミ, コリンズ, マーク & エンジェル
11. "Will I?" - ロジャー, エンジェル, コリンズ, マーク, ゴードン, スティーヴ, ポール, アリ, パム & スー
12. "Santa Fe" - エンジェル, コリンズ, ロジャー & マーク
13. "I'll Cover You" - エンジェル & コリンズ
14. "Over The Moon" - モーリーン

ディスク2
1. "La Vie Bohème" * - キャスト
2. "I Should Tell You" - ロジャー & ミミ
3. "La Vie Bohème" * - ミミ, マーク, エンジェル, コリンズ, モーリーン, ジョアンヌ & ロジャー
4. "Seasons of Love B" - キャスト
5. "Take Me Or Leave Me" - モーリーン & ジョアンヌ
6. "Without You" - ミミ & ロジャー
7. "I'll Cover You (Reprise)" - コリンズ & カンパニー
8. "Halloween" - マーク
9. "Goodbye Love" * - ミミ, ロジャー, ベニー, モーリーン, ジョアンヌ, マーク & コリンズ
10. "What You Own" - ロジャー & マーク
11. "Finale A" - ミミ & ロジャー
12. "Your Eyes" - ロジャー
13. "Finale B " * - キャスト
14. "Love Heals" - キャスト

#### 特記事項
- 2005年8月20日、『ビルボード』誌シングル・チャートで『Seasons of Love 』が初登場第68位であった。
- ハイライト・アルバムでは『La Vie Bohème A 』と『La Vie Bohème B 』は合成された。
- 『RENT: The Original Motion Picture Soundtrack 』のブックレットによるとボーナス・トラックについて「ジョナサン(・ラーソン)は『レント』製作中に、アリソン・ガーツが組織したHIV啓蒙団体Love Healsの支援のために『Love Heals 』を作曲した。アリソンは一夜の過ちでエイズに罹患した異性愛者初の女性の1人であった。ジョナサンは音楽で自分のできうる限りアリソンと組織を支援したかった。『レント』のために作曲されたものではなかったが、ジョナサンへのトリビュートおよびエイズ啓蒙の手助けとしてボーナス・トラックに収録した」。

### リミックス
映画のプロモーションのため、ワーナー・ブラザースはいくつかの曲をダンス・リミックスにした。クラブなどに配布された他、CDやダウンロードで購入できた。

#### Seasons of Love: The Remixes (CD)[4]
1. Seasons Of Love (Gomi's Lair Club Mix) - 8:22
2. Seasons Of Love (Monkey Bars Club Mix) - 7:20
3. Seasons Of Love (L.E.X. Theatrical Club Mix) - 8:11
4. Seasons Of Love (Eddie Baez's "Payin' The Rent" Club Mix) - 10:13
5. Seasons Of Love (Gomi's Lair Radio Edit) - 3:44
6. Seasons Of Love (Monkey Bars Remix Edit) - 4:48
7. Seasons Of Love (L.E.X. Theatrical Club Mix Edit) - 4:57
8. Seasons Of Love (Eddie Baez's "Payin' The Rent" Club Mix Edit) - 4:59

#### Seasons of Love: The Remixes (Digital Download)[5]
1. Seasons Of Love (Gomi's Lair Radio Edit) - 3:44
2. Seasons Of Love (Monkey Bars Remix Edit) - 4:48
3. Seasons Of Love (L.E.X. Theatrical Club Mix Edit) - 4:57
4. Seasons Of Love (Eddie Baez's "Payin' The Rent" Club Mix Edit) - 4:59

#### Take Me or Leave Me: The Remixes (CD)[6]
1. Take Me Or Leave Me (Tracy Young Radio) - 3:35
2. Take Me Or Leave Me (Tracy Young Remix) - 8:35
3. Take Me Or Leave Me (Gabriel D Vine's Big Band Disco Remix) - 6:16
4. Take Me Or Leave Me (Jackie And Jorio Club Mix) - 7:09
5. Take Me Or Leave Me (Tracy Young Dub) - 10:09
6. Out Tonight (Mark!'s Redux Club Remix) - 8:32
7. Light My Candle (Monkey Bars Remix) - 6:27

#### Take Me or Leave Me: The Remixes (Digital Download)[7]
1. Take Me Or Leave Me (Tracy Young Radio) - 3:35
2. Take Me Or Leave Me (Tracy Young Mixshow) - 6:44
3. Take Me Or Leave Me (Jackie And Jorio Club Mix) - 7:09
4. Take Me Or Leave Me (Gabriel D Vine's Big Band Disco Remix) - 6:16
5. Out Tonight (Mark!'s Redux Club Remix Edit) - 4:55
6. Light My Candle (Monkey Bars Remix) - 6:27

### 演奏者
- ティム・ピアス (アコースティック・ギター, エレクトリック・ギター)
- ジェイミー・マホビラック (ピアノ、オルガン、キーボード)
- ポール・バシェル (ベース・ギター)
- ドリアン・クロジャー (ドラム、パーカッション、プログラミング)
- ティム・ウェイル (ピアノ)
- グレゴリー・カーティス (オルガン)
- グレッグ・シュラン (アコースティック・ギター、エレクトリック・ギター)
- スージー・カタヤマ (チェロ、アコーディオン)

### レコーディング・エンジニア
- ダグ・マキーン (チーフ・エンジニア)
- チャールズ・ウィリアムズ (アシスタント・エンジニア)
- イーラン・トゥルジロ (アシスタント・エンジニア)

### 参考
- Yahoo! Movies: Greg's Preview for Rent
- Tuesday Night Movie Club: Rent Script Review
- Playbill: Will Justin Timberlake Appear in Movie Version of Rent?
- Playbill: Rent Film Aims to Start Production in Spring 2005 for Late-Year Release
- "Seasons of Love" Press Release, August 2, 2005
- Movies On Line: RENT...Stars For Rent
- Broadway World: Success of Rent Promises Good Tidings for Upcoming Broadway Films
- Rent: The View - YouTube